# Philippe Reynier
Philippe Reynier, né le 11 septembre 1898 à Villerville dans le Calvados et mort pour la France à Châlons-le-Vergeur dans le département de la Marne le 10 octobre 1918, est un écrivain français du XXe siècle. Son nom est inscrit au Panthéon dans la liste des 560 écrivains morts pour la France.

## Biographie
Frédéric Georges Hubert Philippe Reynier, né le 11 septembre 1898, alors que ses parents étaient en villégiature, au chalet Dantan, à Villerville, est le fils de Gustave Reynier (1859-1937), professeur de rhétorique au Lycée Louis-le-Grand à Paris et d'Eugénie Suzanne Perrot (1868-1961), fille de l'archéologue Georges Perrot.
Il fait ses études aux lycées Montaigne, Louis-le-Grand et Henri IV. À 18 ans, après avoir passé la seconde partie de son baccalauréat, il s'engage volontairement et devient canonnier au 82e régiment d'artillerie lourde le 25 novembre 1916. Après sa période d'instruction, il part pour le front en mars 1917.
Franc-Nohain rapporte ce que Philippe Reynier écrivait à sa mère avant de s'engager : « Je juge qu'un Français qui a l'âge et la force de partir quand son pays est en danger doit partir ; je juge donc que quand j'aurai dix-sept ans, je devrai m'engager, non point afin d'aller chercher de la gloire sur les champs de bataille, mais pour plus tard pouvoir dire : "J'ai servi mon pays ainsi que je devais le faire" ».
Gustave Reynier écrit dans la préface du Journal d'un Soldat de dix-huit ans qu'il « apportait dans sa vie militaire une bonne volonté touchante, un désir de s'employer, de servir de son mieux en son humble rang. Il trouvait toujours qu'il aurait pu faire davantage, que sa part de l'épreuve était trop légère. Mais, tout en faisant de son mieux son métier de soldat, il prenait bien soin de réserver à sa pensée un petit domaine à part, loin de la guerre et de ses violences, où il put donner l'essor à ses chimères, relire les livres aimés dont il ne se séparait guère, écrire, cultiver sa personnalité qu'il sentait originale et délicate… Vers la fin de 1917, pendant une  accalmie du front, pour rompre l'ennui des journées vides, Philippe Reynier avait conçu le projet de faire renaître une revue de jeunes écrivains, La Presqu'île, à laquelle il avait collaboré étant encore au lycée. Il put y réussir, grâce au dévouement de quelques amis. Il en fit un Cahier d'art et de pensée du Front, rédigé seulement par de vrais combattants, et il eut la joie d'en constater le succès. Il y donna, pour sa part, trois ou quatre contes, et c'est là qu'a paru pour la première fois Goutte de Clarté ».
La revue La Presqu'île commence à paraitre en janvier 1916 et rassemble de nombreux élèves du lycée Louis-le-Grand, la plupart nés comme Philippe Reynier en 1898. On y trouve notamment les noms de René Chomette (René Clair), Joseph Kessel, Raymond Payelle (Philippe Hériat), Pierre de Régnier, Paul-Francis Nogères (Francis Ponge), Maxime François-Poncet,.
En juillet 1918, il passe au 83e régiment d'artillerie lourde et devient directeur de La Presqu'île, désormais sous-titrée Cahier d'art et de la pensée du Front, lorsque sort le numéro d'août 1918. L'Homme aux yeux impassibles est publié en 1919 dans la Grand revue.

En octobre 1918, il est envoyé au nord de Reims, entre Cormicy et Châlons-le-Vergeur. Le 9 octobre, au matin, il écrit un hommage à Maxime François-Poncet, qu'il envoie pour publication au Bulletin des écrivains, :
Celui-là n'est pas à plaindre qui mourut sans se voir mourir, certain de se soi et confiant dans l'avenir, sans avoir eu le temps d'être déçu.
Le lendemain, 10 octobre 1918, lors d'un bombardement sur leur batterie d'artillerie située à Châlons-le-Vergeur, entre Bouvancourt et Cormicy, il reçoit des éclats d'obus dans la poitrine et le bas-ventre et meurt quelques minutes après,.
La citation dont il a été l'objet en précise les circonstances : « Engagé volontaire pour la durée de la guerre. A toujours fait preuve dans le service de sentiments élevés et du plus bel entrain. Mortellement blessé, le 10 octobre 1918, dans l'accomplissement de son devoir ».

## Distinctions
- Médaille militaire, à titre posthume
- Croix de guerre 1914–1918, étoile de bronze[15]

## Hommages
- Le nom de Philippe Reynier est inscrit au Panthéon dans la liste des 560 écrivains morts pour la France[16].
- Son nom figure sur les plaques commémoratives 1914-1918 du lycée Louis-le-Grand et du lycée Henri IV à Paris[17].
- Les deux derniers numéros de La Presqu'île furent réservés à Philippe Reynier, l'un à des contes et à des vers, l'autre à des hommages à sa mémoire[18],[19],[20].
- Son père publie en 1919 un livre qui rassemble des lettres, des textes littéraires et surtout son journal, qui couvre la période d'octobre 1916 à novembre 1917, sous le titre Journal d'un soldat de dix-huit ans - la vie et le rêve[4]
- Raymond Payelle écrit un hommage à son camarade lors de la publication du Journal d'un soldat de dix-huit ans : « ce livre révèle, sans souci littéraire ni prétention d'aucune sorte, la pensée d'un adolescent méditatif et poète, devenu, un combattant. Je ne sache point, d'abord, d'ouvrage descriptif qui ait aussi bien dit la guerre telle qu'elle fut : un spectacle, alterné ou mêlé d'horreur, de grandeur, de grâce, voire de grotesque. Mais, outre les tableaux, il y a en ces pages une étude aiguë des personnages divers qui entouraient l'auteur, de leurs états d'âme et des siens ; certaines notations sur le sentiment de la solitude, de l'ennui, du danger, de la mort, sont remarquables »[21].